# Arenigobius
Arenigobius is een geslacht van straalvinnige vissen uit de familie van grondels (Gobiidae).

## Soorten
- Arenigobius leftwichi (Ogilby, 1910)
- Arenigobius bifrenatus (Kner, 1865)
- Arenigobius frenatus (Günther, 1861)